# Ann Coffey

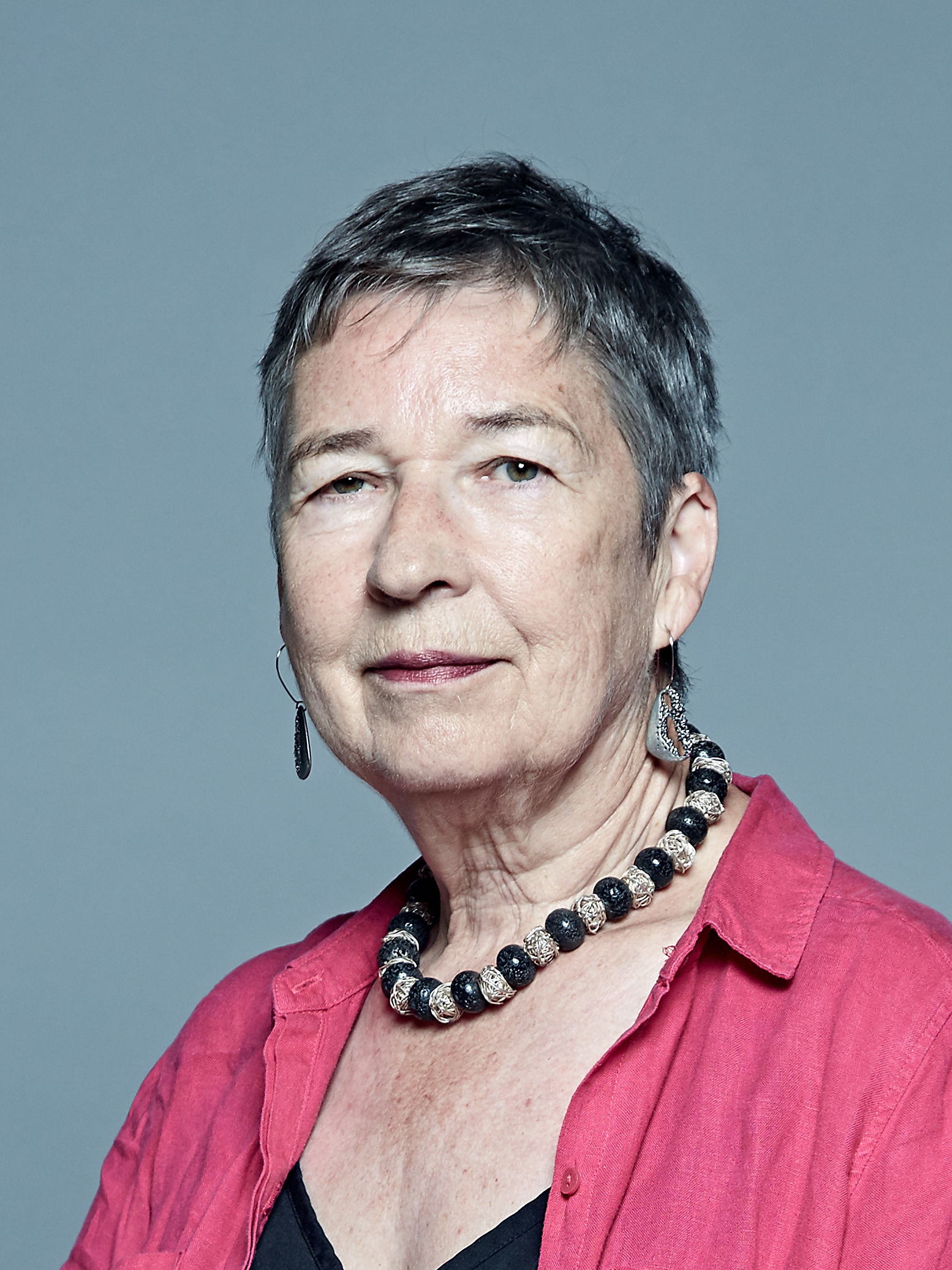
Ann Coffey (2018)

Margaret Ann Coffey (* 31. August 1946  in Inverness, Schottland) ist eine Abgeordnete im britischen Unterhaus für Stockport.
Coffey zog 1992 für Labour im Wahlkreis Stockport als Nachfolger von Anthony Favell, den sie bei der Wahl schlug, in das Unterhaus ein und gehörte ihm seitdem an. Sie war im Schattenkabinett in den Jahren 2016/17 für Gesundheit zuständig. Vorher war sie ein Jahr lang Whip der Opposition. Coffey wechselte aus Protest gegen den Führungsstil des Labour-Vorsitzenden Jeremy Corbyns zusammen mit sechs anderen Labour-Abgeordneten im Februar 2019 zur Independent Group.